# Helena Munktell
Helena Mathilda Munktell (Grycksbo, 24 de noviembre de 1852-Estocolmo, 10 de septiembre de 1919) fue una compositora sueca.

## Biografía
Nació en Grycksbo en la provincia de Dalarna, Suecia. Era la menor de los nueve hijos de Henrik Munktell (1804-1861) y Christina Augusta Eggertz (1818-1889). Su madre vivía separada en Estocolmo y después de la muerte de su padre, quien la inició en el interés por la música, la familia se mudó allí. Su hermana Emma Josepha Sparre (1851-1913) fue pintora, ambas recibieron educación musical en lecciones privadas.
Munktell estudió música en el Real Conservatorio de Estocolmo con Conrad Nordqvist, Johan Lindegren, Ludwig Norman y Joseph Dente, y luego en Viena con Julius Epstein . Estudió piano y canto, y continuó su formación en composición en París con Benjamin Godard y Vincent d'Indy. Su debut como compositora tuvo lugar en Suecia en 1885. A finales de la década de 1890, Helena Munktell comenzó a componer música para orquesta. En 1915 se convirtió en miembro de la Real Academia Sueca de Música y en 1918 cofundó la Sociedad Sueca de Compositores.
La esencia musical de sus composiciones combinaron eficazmente el neorromántico, el folk nórdico y el timbre francés.
Sufría de una enfermedad ocular y murió a los sesenta y siete años en Estocolmo. Fue sepultada en Norra begravningsplatsen, en Solna.

## Obras
Munktell compuso para orquesta pero se inclinó por obras  vocales, corales y operísticas. Las composiciones seleccionadas incluyen:

### Opera
- I Firenze, enaktsopera med libretto av Daniel Fallström (estrenada en 1889)

### Obras orquestales
- Svit för stor orkester (1895)
- Bränningar, symfonisk bild, op. 19 (estrenada en 1898)
- Dalasvit, op. 22 (1910)
- Valborgsmässoeld, poem för orkester, op. 24 (1910-talet)
- Barcarolle pour orchestre, orquestal en un solo movimiento

### Música de cámara
- Dalsvit, op. 22, arrangemang för piano (1916)
- Humoresque för piano
- Kleines Trio för piano, violin och violoncell
- Stor kattfuga för piano (1868)
- Valborgsmessoeld, op, 24, version för piano
- Violinsonat i Ess-dur, op. 21 (1905)

### Música coral
- Davids psalm: Den sig åt Herrens namn förtror för manskör a cappella. Con letra de Edvard Evers según los Salmos
- En liten fågel sjöng för damkör a cappella
- Gammal kaffe- o namnsdagsvisa för blandad kör a cappella
- Hell dig, Emma, solomstrålad för damkör a cappella
- Hymn för tre fruntimmersröster till min mor på dess 61sta födelsedag för 3 röster och orgel (1879)
- Jul för mezzosopransolo, damkör och piano. Con letra de Emma Sparre (1913)
- Kantat till invigningen af Svenska kyrkan i London för solokvartett, barnkör, blandad kör och orgel. Con letra de Edvard Evers (1911)
- Kantat till Kvinnokongressen 21 sept. 1897 för sopransolo, damkör, piano och orgel. Con letra de Henrika Widmark
- Morgonhelsning till min mor d. 24 juli till text av tonsättaren
- Natt för manskör a cappella
- Slutkör vid Fredrika Bremers minnesfest d. 31 okt. 1901 för damkör, piano och orgel
- Strengnäs för manskör a cappella. Con letra de V. Modin
- Sverige i sigte för manskör a cappella
- Sång till skogen för blandad kör a cappella (1891)
- Trois choeurs sur des poésies scandinaves för damkör och piano (1899)
  1. ”Soir de mai” Con letra de Oscar Levertin
  2. ”Le chant du pommier”, Con letra de Albert Theodor Gellerstedt
  3. ”Hymne” con texto al danés de Christian Hostrup
- Tvenne damkörer för damkör med pianoutdrag, op. 22. Con letra de J. Nyblom

Su música ha sido grabada y editada en CD, que incluye:
- Helena Munktell (1852-1919): Symphonic works (enero de 2005) Sterling CDS.[7][8]